# Новогебридская плита

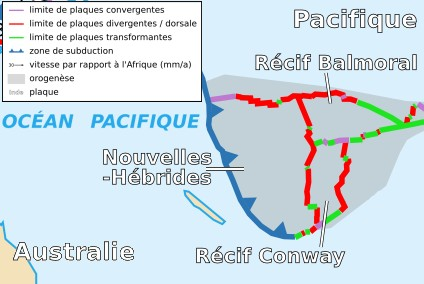
Расположение Новогебридской плиты

Новогебридская плита — тектоническая микроплита. Имеет площадь — 0,01585 стерадиан. Обычно рассматривается в составе Тихоокеанской плиты.
Расположена в Тихом океане близ острова Вануату. Плита граничит на юго-западе с Индо-Австралийской плитой, которая испытывает субдукции под ней.
Граничит с плитами: Индо-Австралийская, Тихоокеанская, рифа Балморал, рифа Конвей.